# Глухов, Алексей Владимирович
Алексе́й Влади́мирович Глу́хов (5 апреля 1984, Воскресенск) — российский хоккеист, нападающий.

## Карьера
Воспитанник воскресенского «Химика», тренер Сергей Гусев. Начал профессиональную карьеру в 2001 году в «Химике». В 2002 году на драфте НХЛ был выбран в 9 раунде под общим 286 номером клубом «Тампа-Бэй Лайтнинг». В 2004 году подписал контракт с клубом Высшей лиги электростальским «Кристаллом». В середине сезона отправился в Северную Америку, где провёл остаток сезона, выступая в низших лигах.
В 2005 году Глухов вернулся в Россию, заключив соглашение с мытищинским «Химиком». С 2006 по 2008 год выступал в составе череповецкой «Северстали». С 2008 года игрок мытищинского «Атланта», в составе которого в 2011 году стал финалистом Кубка Гагарина.
5 мая 2012 года стало известно, что Глухов перешёл в уфимский «Салават Юлаев», контракт был рассчитан до мая 2015 года.
В 2015 году перебрался на два года в омский «Авангард». 3 ноября 2016 года клуб разорвал контракт, и Глухов подписал соглашение с «Сибирью».
За неделю до предсезонных сборов в 2017 году, «Сибирь» разорвала контракт.

### В сборной
В составе сборной России принимал участие в Шведском этапе Еврохоккейтура в сезоне 2010/11.

## Достижения
- Финалист Кубка Гагарина 2011.

## Статистика
| Легенда | Легенда                    | Легенда | Легенда                   | Легенда | Легенда    |
| ------- | -------------------------- | ------- | ------------------------- | ------- | ---------- |
| И       | Количество проведённых игр | Штр     | Штрафное время            | +/−     | Плюс-минус |
| Г       | Голы                       | П       | Голевые передачи          | О       | Очки       |
| -       | Статистика неизвестна      | —       | Статистика не учитывалась |         |            |